# Vitalic
Vitalic es el nombre artístico de Pascal Arbez Nicolas, Dj y productor de música electrónica (techno o electro entre otros estilos). Nació en Francia en 1976, de padre español y madre italiana. 
Saltó a la fama por su tema My friend Dario incluido en su LP Ok Cowboy, publicado en 2005, así como por sus participaciones en vivo junto Miss Kittin y The Hacker, entre otros. Tiene un estilo muy característico y único en todas sus sesiones y canciones, con influencias del hard-techno, la electrónica de los 80 y el llamado electroclash.

## Trayectoria
Sacó su primer 12" en 1996 bajo el sello Citizen Records, discográfica empezada por él mismo y sus amigos. Arbez usó el sobrenombre de DIMA hasta el 2000, cuando cambió a Vitalic.
Envió su trabajo a International DJ Gigolo, el sello que publicó Poney EP en 2001. Estos temas han sido usado en muchísimas sesiones de artistas como Aphex Twin, Princess Superstar y 2 Many DJs (La Rock 01 suena en el famoso megamix As Heard On Radio Soulwax pt. 2). Los siguientes singles no llegan hasta 2004 y no es hasta primavera del 2005 cuando saca el tema llamado My Friend Dario, uno de los temas más comerciales y poperos de Vitalic hasta la fecha, presente en muchísimos recopilatorios del 2005 como por ejemplo Razzmatazz #05. A partir de ahí, los nuevos temas fueron recopilados en su primer álbum: OK Cowboy.

## Discografía

### Álbumes
OK Cowboy (2005)

- Polkamatic
- Poney, Pt. 1
- My friend Dario
- Wooo
- La rock 01
- The Past
- No Fun
- Poney, Pt. 2
- Repair Machines
- Newman
- Trahison
- U and I
- Valletta Fanfares

V Live (2007)

- Polkamatic
- Disco Nouveau - live intro
- Bambalec
- Anatoles
- Follow The Car
- Bells
- The 30000 Feet Club
- Rhythm In A Box 1 & 2
- La Rock 01
- "Filth'n'Dirt" Go Ahead (Vitalic Garage mix)
- My Friend Dario
- No Fun (Play the guitar Johnny)
- Fast Lane
- Valletta Fanfares - live outro version

Disco Terminateur EP (2009)

- Your Disco Song
- Terminator Benelux
- Terminator Benelux (John Lord Remix)
- Your Disco Song (Long Version)

Flashmob (2009)

- See The Sea (Red)
- Poison Lips
- Flashmob
- One Above One
- Still
- Terminateur Benelux
- Second Lives
- Allan Dellon
- See The Sea (Blue)
- Chicken Lady
- Your Disco Song
- Station Mir 2099
- Chez Septime

Rave Age (2012)

- Rave Kids Go
- Stamina
- Fade Away
- Vigipirate
- Under Your Sun
- No More Sleep
- Nexus
- The March of Skabah
- Lucky Star
- La Mort Sur Le Dancefloor
- Next I'm Ready
- The Legend of Kaspar Hauser

### Singles
- "Poney EP" (2001)
- "To L'An-fer From Chicago" (2003)
- "Fanfares" (2004)
- "My Friend Dario" (2005)
- "No Fun" (2005)
- "Poison Lips" (2009)
- "Second Lives" (2010)
- "Stamina" (2012)
- "Fade Away" (2013)
- "Film Noir EP" (2016)
- "Tu Conmigo (feat. La Bien Querida)" (2017)
- "Waiting for the Stars (feat. David Shaw)" (2019) Peugeot advertisement

### Remezclas
- "Living On Video"
- "Swany, Lady B" (2002)
- "Visions" (2002)
- "Shari Vari" (The Hacker & Vitalic Remix)" (2002)
- "1982", Miss Kittin & The Hacker (2002)
- "You are my high" Demon vs. Heartbreaker (2002)
- "Ghost train" Manu le Malin (2002)
- "Cish Cash" (2004)
- "Technologic", Daft Punk (2005)
- "Who is it", Björk (2005)
- "What Else is there?", Royksopp (2005)
- "La Cage (Vitalic RMX)" y "ErosMachine (Vitalic RMX)" (2009) - son dos singles, remixes de los temas "La Cage" y "ErosMachine" (ambos de 1971) de Jean-Michel Jarre. Fueron lanzados en la revista TRAX, y luego en el álbum Essentials & Rarities (2011) del francés.

### Apodado como DIMA
(A veces, Vitalic se remezcla a sí mismo con este apodo)
- "Take A Walk", Bolz Bolz (Neo-Romantic Dima Remix)
- "Fadin' Away", The Hacker(Dima Remix)
- "The Realm", C'hantal (Kilometric Mix)
- "You Know", Hustler Pornstar (Dark Tech Mix)
- "The Essence Of It", Elegía (Dima Mix)
- "U Know What U Did Last Summer", Hustler Pornstar - (Dima Mix)
- "Ice Breaker", Scratch Massive - (Dima Mix)
- "My Friend Dario", Vitalic (Dima Prefers New Beat Mix)(2005)
- "Red X", Useless - (Cymbalistic Remix By Dima)

### Otros apodos, grupos y proyectos paralelos
- Hustler Pornstar
- The Silures, with Linda Lamb
- Vital Ferox, with Al Ferox

## Actuaciones en directo
Vitalic colabora y actúa junto otros artistas como por ejemplo los compañeros de la discográfica International DeeJay Gigolo Records. Muchas de esas actuaciones en directo están disponibles en línea en las redes p2p.
Las más populares son:
- Miss Kittin & Vitalic - Live en Fuse 2002
- Gigolo Night en Montreux Jazz - Vitalic Live & Miss Kittin and The Hacker LivePA
- Vitalic Live en Studio 88
- Vitalic en Florida 135 (1-12-12)
- Vitalic en Monegros Desert Festival (2011)
- Vitalic Live en TNT KamaSSutra - Venecia 2007